# Mecranium revolutum
Mecranium revolutum är en tvåhjärtbladig växtart som beskrevs av James Dan Skean och Walter Stephen Judd. Mecranium revolutum ingår i släktet Mecranium och familjen Melastomataceae. Inga underarter finns listade i Catalogue of Life.